# MED8
MED8 (англ. Mediator complex subunit 8) – білок, який кодується однойменним геном, розташованим у людей на короткому плечі 1-ї хромосоми.  Довжина поліпептидного ланцюга білка становить 268 амінокислот, а молекулярна маса — 29 080.
| 10         |  | 20         |  | 30         |  | 40         |  | 50         |
| ---------- |  | ---------- |  | ---------- |  | ---------- |  | ---------- |
| MQREEKQLEA |  | SLDALLSQVA |  | DLKNSLGSFI |  | CKLENEYGRL |  | TWPSVLDSFA |
| LLSGQLNTLN |  | KVLKHEKTPL |  | FRNQVIIPLV |  | LSPDRDEDLM |  | RQTEGRVPVF |
| SHEVVPDHLR |  | TKPDPEVEEQ |  | EKQLTTDAAR |  | IGADAAQKQI |  | QSLNKMCSNL |
| LEKISKEERE |  | SESGGLRPNK |  | QTFNPTDTNA |  | LVAAVAFGKG |  | LSNWRPSGSS |
| GPGQAGQPGA |  | GTILAGTSGL |  | QQVQMAGAPS |  | QQQPMLSGVQ |  | MAQAGQPGKM |
| PSGIKTNIKS |  | ASMHPYQR   |  |            |  |            |  |            |

A: Аланін

C: Цистеїн

D: Аспарагінова кислота

E: Глутамінова кислота

F: Фенілаланін

G: Гліцин

H: Гістидин

I: Ізолейцин

K: Лізин

L: Лейцин

M: Метіонін

N: Аспарагін

P: Пролін

Q: Глутамін

R: Аргінін

S: Серин

T: Треонін

V: Валін

W: Триптофан

Кодований геном білок за функціями належить до активаторів, фосфопротеїнів. 
Задіяний у таких біологічних процесах як транскрипція, регуляція транскрипції, убіквітинування білків, альтернативний сплайсинг. 
Локалізований у ядрі.